# Sparganopseustis tessellata
Sparganopseustis tessellata es una especie de polilla del género Sparganopseustis, categorizada en la tribu Sparganothini, de la subfamilia Tortricinae. Fue descrita por Walsingham en 1913.
Fue publicada en Biol. Centr.-Am. Lepid. Heterocera 4: 213. Se distribuye por América Central: Guatemala, en la ciudad de San Jerónimo, departamento de Baja Verapaz.